# 利亚马斯德拉里韦拉
利亚马斯德拉里韦拉，是西班牙卡斯蒂利亚-莱昂莱昂省的一个市镇。 总面积60平方公里，总人口1167人（001年），人口密度19人/平方公里。